# Неклютин, Николай Гаврилович
Николай Гаврилович Неклю́тин (около 1842 — 4 июля 1904) — российский купец и государственный деятель, самарский городской голова. Потомственный почётный гражданин.

## Образование
Николай Гаврилович Неклютин родился в крестьянской семье и имел лишь домашнее образование, но тем не менее это не помешало ему стать хорошим управленцем и достаточно уважаемым человеком в городе.
Во время спекуляции зерна в 1870-х годах, Николай Гаврилович смог стать одним из богатейших людей Самары. Его считали купцом 1-й гильдии и являлся купеческим старостой (1880-1883).
С 1890 года член учётного комитета при Самарском отделении Государственного банка, членом общества взаимного кредита,членом правления общества «Дома трудолюбия», членом правления общества Красного Креста, почетным блюстителем Самарского реального училища, входил в совет женской гимназии А. С. Межак, был ктитором домовой церкви при этой гимназии.

## Должность
8 февраля 1891 года городским головой Самары был избран член городской управы, купец 1-й гильдии Николай Гаврилович Неклютин.
Купеческий староста, редактор газеты «Самарский листок объявлений», он вёл огромную общественную работу. Был членом правления общества Дома трудолюбия, ктитором (спонсором) церкви, почётным попечителем епархиального и реального училищ, председателем попечительского совета женской гимназии, членом самарского общества взаимного кредита, членом правления общества Красного Креста.

## Деятельность
Получив должность городского головы, Николай Гаврилович начал приводить в порядок улицы Самары. Пыльные, грязные дороги стали превращаться в аккуратные булыжные мостовые. У Самары появилась красивая каменная набережная Волги. Была закончена постройка Вознесенского кафедрального собора. Он ещё много мог бы сделать для Самары, если бы не ушёл со своего поста «по семейным обстоятельствам».

## Награды
За неустанный труд и благотворительность он был награждён орденами Святой Анны 3-й степени и орденом Святого Станислава 2-й степени, что является редким случаем в купеческом сословии.